# Rock & Roll (album, Vanilla Fudge)
Rock & Roll (Atco Records 33-303) je páté hudební album americké psychedelicky rockové skupiny Vanilla Fudge, vydané v roce 1969.

## Seznam skladeb
1. "Need Love" (Appice/Bogert/Martell/Stein)
2. "Lord In The Country" (Mark Stein)
3. "I Can't Make It Alone" (Gerry Goffin/Carole King)
4. "Street Walking Woman" (Appice/Bogert/Martell/Stein)
5. "Church Bells Of St. Martins" (Mark Stein)
6. "The Windmills of Your Mind" (Alan Bergman/Marilyn Bergman/Michel Legrand)
7. "If You Gotta Make A Fool Of Somebody" (Rudy Clark)
8. "Break Song" (previously unissued studio version)* (Appice/Bogert/Martell/Stein)

## Sestava
- Carmine Appice – bicí, zpěv
- Tim Bogert – baskytara, zpěv
- Vince Martell – kytara, zpěv
- Mark Stein – sólový zpěv, klávesy